# Domenico Schiattarella
Domenico "Mimmo" Schiattarella (Milão, 17 de novembro de 1967) é um automobilista italiano.
Pela Fórmula 1, disputou sete corridas pela Simtek (largou em seis, desistindo em Mônaco), e seu melhor resultado foi um nono lugar. Correu também na antiga CART e na American Le Mans Series.

## Kart e Fórmula 4
Schiattarella viveu em Milão até aos 15 anos, altura em que se mudou para Modena, onde ficou apaixonado pelo automobilismo, pois a vila de Maranello fica nos arredores desta cidade. Em 1984, aos 16 anos, começou a correr em karts, e para obter financiamento na sua carreira, trabalhou na Scuderia Ferrari, como mecânico. Em 1985, corre na Fórmula 4, tornando-se campeão desta categoria em 1986.

## Fórmula 2000 e F-3 Italiana
Em 1987, com a idade de 19 anos, Schiatarella passa a correr na Fórmula 2000, pela equipe Vismara. Aprendendo rapidamente, ganha logo na sua temporada de estreia, e em 1988, passa para a Fórmula 3 italiana, a bordo de um Reynard-Alfa Romeo, novamente a serviço da Vismara.
A temporada inicial foi bastante difícil para Schiattarella, que conseguiu apenas dois pontos. Nos dois anos seguintes, corre pelas equipes Piemme e Forti, onde, apesar de não conseguir vitórias, consegue alguns pódios. Em 1991, corre pela Ravarotto, uma das melhores equipes do pelotão, conseguindo duas vitórias, e sendo vice-campeão, perdendo para Massimiliano Busi. Ficou à frente de futuros pilotos de Fórmula 1, como Massimiliano Papis e Jacques Villeneuve (futuro campeão da CART, das 500 Milhas de Indianápolis e da F-1). No final do ano, em Macau, ficou na quinta posição nas duas corridas do campeonato.

## Passagens em categorias menores
Em 1992, "Mimmo" correu em várias categorias, desde a F-2 sul-americana até aos Sport-Protótipos italianos, com alguns bons resultados, como um pódio numa das rondas da F-2 sul-americana, sempre pela Indy Lights, com pilotos como o canadense Greg Moore e o português Pedro Chaves, conseguiu bons resultados e o título de "Rookie do Ano".

## Fórmula 1
No final do ano, Schiattarella tem a oportunidade para correr na F-1. A Simtek, equipe estreante na categoria, precisava de pilotos pagantes para sobreviver, e, para isso, dispensou os serviços do francês Jean-Marc Gounon. O italiano surgiu como hipótese, mas não tinha experiência suficiente (fez as milhas necessárias para conseguir a superlicença).
A estreia de "Mimmo" aconteceu no GP da Europa de 1994, largando em último lugar, mas teve um desempenho muito melhor do que o seu experiente companheiro de time, o australiano David Brabham. Sua performance foi o suficiente para conseguir ser chamado de novo, no GP da Austrália, onde conseguiu qualificar-se à frente dos fracos carros da Pacific, e vinha bem no fim do pelotão, até que problemas de caixa o obrigaram a abandonar a corrida antes do final.
A sua facilidade em se adaptar num carro de F-1 era boa, e Schiattarella foi contratado em definitivo pela Simtek, ao lado do jovem holandês Jos Verstappen. Contudo, a equipe ainda precisava de dinheiro para continuar, e o acordo implicava que "Mimmo" corresse meia temporada, enquanto que o japonês Hideki Noda (test-driver e reserva da equipe) estaria presente na segunda metade.
No inicio do ano, as suas performances eram tão boas como as de Verstappen, tendo conseguido um 9º lugar na Argentina (seu melhor resultado em corridas na Fórmula 1), mas a Simtek continuava em crise financeira, com quase 9 milhões de libras em dívidas. Por problemas financeiros, a equipe quase não participou do GP de Mônaco, pois a equipe teve dificuldades de conseguir passaportes para viajar até o principado.
Mas aos trancos e barrancos, a escuderia conseguiu viajar para a corrida, porém mesmo que Schiattarella tivesse marcado um 20º lugar nos treinos, seu carro não conseguiu largar, após danos durante a sessão de aquecimento (warm-up). Depois do GP a MTV rompeu o patrocínio, e a Simtek fechou as portas, e consequentemente encerrou a carreira de Domenico Schiattarella na Fórmula 1.

## Participações na CART
Em 1994, Schiattarella estrearia na CART (futura Champ Car), pela equipe Project Indy, de Andreas Leberle. Sua primeira prova foi o GP de Toronto, onde terminaria em último lugar. Nas outras cinco provas que disputaria pela mesma Project, teve como melhor resultado um dois décimos-sextos lugares, em Mid-Ohio e Long Beach, a última prova dele e da equipe, que sairiam ainda em 1998.

## Após a saída da F-1
Depois da Fórmula 1, Schiatarella, para não ficar longe das pistas, decidiu correr na IMSA, sem grandes resultados. Em 1998, a sua carreira teve um avanço mais significativo, quando a American Le Mans Series retomou as atividades. Conduzindo um Riley-Judd, ao lado do belga Eric Van de Poele, venceu o GP de Road Atlanta, em 1999, e participou nas 24 Horas de Le Mans deste ano, onde, junto com Andrea Montermini, terminou a corrida na sexta posição.
Continuou na ALMS até 2001, quando passaria a guiar na FIA GT, a bordo de um Ferrari 550 Maranello, com Emanuele Naspetti a seu lado, os resultados não foram tão bons como na Le Mans Series. Voltou à ALMS, onde ficou até 2003, na classe GTS, guiando carros da Ferrari. Hoje, Schiattarella continua na ativa, correndo em campeonatos de GT, tanto na Itália e no estrangeiro, guiando um Ferrari 430 Challenge.